# Leucozona
Leucozona is een geslacht uit de familie van de zweefvliegen (Syrphidae).

## Soorten
- Leucozona glaucia (Linnaeus, 1758) - doorzichtig-gele melkzweefvlieg
- Leucozona inopinata Doczkal, 2000 - zwarthaarmelkzweefvlieg
- Leucozona laternaria (Muller, 1776) - donkere melkzweefvlieg
- Leucozona lucorum (Linnaeus, 1758) - withaarmelkzweefvlieg
- Leucozona velutinus (Williston, 1882)
- Leucozona xylotoides (Johnson, 1916)